# Вальс ля минор (обнаружен в 2024)
Вальс ля минор (фр. Valse en la mineur) ― пьеса, приписываемая Фридерику Шопену, найденная в библиотеке и музее Моргана и представленная публике в газете «Нью-Йорк таймс» 27 октября 2024 года. Датируется 1830―1835 годами.
Премьерное исполнение вальса состоялось в начале ноября 2024 года.

## Обнаружение
Рукопись размером 130 на 102 миллиметра была обнаружена сотрудниками музея Моргана в 2019 году во время каталогизации наследства коллекционера Артура Сатца, приобретшего её у жены пианиста-любителя и бывшего директора Нью-Йоркской школы дизайна интерьера Августа Шеррилла Уитона-младшего. Ноты вальса написаны коричневыми железистыми чернилами на плотной веленевой бумаге ― такую же бумагу Шопен использовал в первые годы своего пребывания в Париже. Почерк также похож на шопеновский, с характерной манерой начертания басового ключа ― впрочем, друг композитора Юлиан Фонтана рисовал этот ключ похожим образом, что в прошлом приводило к путанице между их рукописями. По словам директора Института Фридерика Шопена Артура Шкленера, графология музыкальной нотации не так систематизирована и проработана, как графология письма; это значительно затрудняет однозначную идентификацию «нотного почерка».
Музыковед Джеффри Каллберг установил авторство Шопена на основании стилистического анализа нотного текста. Артур Шкленер отметил в вальсе «особенности блестящего стиля», характерного для творчества Шопена первой половины 1830-х годов, и предположил, что аккуратный вид рукописи и отсутствие в ней посвящения или инскрипта говорит против того, что пьеса была создана в соавторстве с учеником во время одного из занятий. Шкленер склонен видеть в данной рукописи скорее «набросок внезапной музыкальной мысли», чем законченное произведение.

## Музыка
Рукопись содержит двадцать четыре такта, которые нужно сыграть два раза (в конце пьесы стоит знак репризы). Вальс нетипично короткий по сравнению с другими композициями Шопена, время его исполнения составляет от одной минуты до восьмидесяти секунд. Пьеса написана в тональности ля минор и в размере 3
4; в одном из её тактов указана аппликатура. Также в нотах вальса присутствует нехарактерное для Шопена динамическое обозначение «forte-fortissimo» (fff), предваряющее кульминационный пассаж, о котором пианист Ланг Ланг сказал, что он «напоминает о зиме в польской глубинке».